# Spirobolellus concinnus
Spirobolellus concinnus är en mångfotingart som först beskrevs av Loomis 1936.  Spirobolellus concinnus ingår i släktet Spirobolellus och familjen slitsdubbelfotingar. Inga underarter finns listade i Catalogue of Life.